# Giáo đường Do Thái (Eritrea)
Catégorie:Article utilisant une Infobox
Catégorie:Article géolocalisé sur Terre
Giáo đường Do Thái (theo tiếng Do Thái: בי הכנסת ž) là tòa nhà thờ của người Do Thái ở thủ đô Asmara, Eritrea.

## Lịch sử
Công trình được xây dựng vào năm 1906, giáo đường Asmara khi đó là nơi thờ cúng duy nhất cho những cộng đồng Eritrea nhỏ, ban đầu từ bán đảo Ả Rập nhưng chủ yếu nằm ở Massawa và Asmara.
Cho đến những năm 1950, cộng đồng Asmara của người Do Thái đã lên đến con số gần 500 người trên gần một triệu người Eritrea. Tương đối ít lo lắng trong thời kỳ phát xít, nó không giống nhau trong thời kỳ độc tài của Mạnhistu Haile Mariam, từ năm 1974. Chế độ đã đẩy nhiều người Do Thái rời khỏi đất nước, giảm cộng đồng xuống chỉ còn vài chục thành viên sau sự ra đi của giáo sĩ cuối cùng ở nước này vào năm 1975
Catégorie:Article à référence nécessaire

## Vị trí
Giáo đường này nằm ở góc đường Senafe và Seraye, cách rạp chiếu phim Impero chưa đến 150 mét.